# 第18回ニューヨーク映画批評家オンライン賞
18th NYFCO Awards

2018年12月9日

作品賞: 

ROMA/ローマ
第18回ニューヨーク映画批評家オンライン賞（だい18かいニューヨークえいがひひょうかオンラインしょう）は2018年の映画を対象としており、2018年12月9日に発表された。

## 受賞一覧

### 作品賞トップ10
※1位以外は原題のアルファベット順
- 1位 ― 『ROMA/ローマ』
  - 『ブラック・クランズマン』
  - 『エイス・グレード 世界でいちばんクールな私へ』
  - 『女王陛下のお気に入り』
  - 『魂のゆくえ』
  - 『グリーンブック』
  - 『ビール・ストリートの恋人たち』
  - 『足跡はかき消して』
  - 『アリー/ スター誕生』
  - 『バイス』

### 監督賞
- アルフォンソ・キュアロン - 『ROMA/ローマ』

### 主演男優賞
- イーサン・ホーク - 『魂のゆくえ』

### 主演女優賞
- メリッサ・マッカーシー - 『ある女流作家の罪と罰』

### 助演男優賞
- リチャード・E・グラント - 『ある女流作家の罪と罰』

### 助演女優賞
- レジーナ・キング - 『ビール・ストリートの恋人たち』

### アンサンブル演技賞
- 『女王陛下のお気に入り』

### 脚本賞
- デボラ・デイヴィス、トニー・マクナマラ - 『女王陛下のお気に入り』

### ブレイクスルー演技賞
- エルシー・フィッシャー - 『エイス・グレード 世界でいちばんクールな私へ』

### 新人監督賞
- ボー・バーナム - 『エイス・グレード 世界でいちばんクールな私へ』

### 撮影賞
- アルフォンソ・キュアロン - 『ROMA/ローマ』

### 音楽賞
- 『ビール・ストリートの恋人たち』

### アニメ映画賞
- 『スパイダーマン:スパイダーバース』

### 外国語映画賞
- 『COLD WAR あの歌、2つの心』 ポーランド

### ドキュメンタリー映画賞
- 『ミスター・ロジャースのご近所さんになろう』